# China Classification Society
China Classification Society (中国船级社) (CCS) – chińskie towarzystwo klasyfikacyjne z siedzibą centrali w Pekinie, powstałe w 1956 roku. 
CCS ma 39 oddziałów w Chinach i 14 w największych portach świata. Pod koniec 2004 roku swoje klasyfikacyjne usługi świadczyło 23 armatorom.
China Classification Society od 1988 roku jest członkiem IACS.